# Wallberg Willenscharen
Der Wallberg Willenscharen war eine Wallburg auf dem Gebiet der Gemeinde Willenscharen im Kreis Steinburg (Schleswig-Holstein). Es ist ein Bodendenkmal.
Der Wallberg liegt an einer Furt über die Stör. Er wurde im 8. oder 9. Jahrhundert von den Sachsen errichtet, um den Heerweg am Übergang über die Stör zu sichern.
Der 9 m hohe Erdwall umschließt ringförmig eine Fläche mit 40 m Durchmesser; im Norden fehlt ein Teilstück. Ursprünglich war er höher, steiler und von einer Palisade gekrönt. Dennoch gilt das Bauwerk als vergleichsweise gut erhalten. Heute ist es von Bäumen bewachsen.